# Kintų pievos ir miškai
Kintų pievos ir miškai este o arie protejată (arie specială de conservare — SAC, sit de importanță comunitară — SCI) din Lituania întinsă pe o suprafață de 519 ha, integral pe uscat.

## Localizare
Centrul sitului Kintų pievos ir miškai este situat la coordonatele 55°26′41″N 21°15′31″E / 55.4447°N 21.2586°E.

## Înființare
Situl Kintų pievos ir miškai a fost declarat sit de importanță comunitară în ianuarie 2004 pentru a proteja 2 specii de animale. Situl a fost protejat și ca arie specială de conservare în martie 2009.

## Biodiversitate
Situată în ecoregiunea boreală, aria protejată conține 6 habitate naturale: Dune împădurite din regiunile atlantică, continentală și boreală, Liziere de ierburi înalte hidrofile de câmpie și de nivel montan până la alpin, Fânețe de joasă altitudine (Alopecurus pratensis, Sanguisorba officinalis), Taiga vestică, Păduri caducifoliate de mlaștină fino-scandinave, Mlaștini împădurite.
La baza desemnării sitului se află mai multe specii protejate:
- mamifere (1): vidră de râu (Lutra lutra)
- nevertebrate (1): fluturele purpuriu (Lycaena dispar)